# Familie Leitner
Familie Leitner ("La famiglia Leitner") è una soap opera austriaca prodotta dal 1958 al 1967 dalla ORF ed ispirata alla serie radiofonica Die Radiofamilie (trasmessa dal 1952 al 1960 dall'emittente Rot-Weiß-Rot). Protagonisti della fiction, che rappresenta la prima soap opera austriaca, sono Erich Nikowitz, Friedl Czepa, Rudolf Strobl, Renée Michaelis, Alfred Böhm, Senta Wengraf, Heidelinde Weis, Gertraud Jesserer, Dorothea Neff e Guido Wieland.
La fiction consta di 120 episodi, della durata di 30 minuti ciascuno. Il primo episodio fu trasmesso in prima visione il 28 settembre 1958.
I primi 31 episodi della soap opera furono trasmessi anche in Germania.

## Trama
La fiction è incentrata sulle vicende della famiglia Leitner, composta da Papà Leitner, di professione impiegato, da Mamma Leitner, di professione casalinga, e dai figli Karl, Maria, (spostati rispettivamente con Ilse e con Walter) e Gerda. Completano il quadro familiare Zia Frieda e Zio Otto.

## Spin-off
Dalla fiction sono nati due spin-off: Die liebe Familie (1980-1993) e Die Liebe Familie - Next Generation (2007)